# Умер Іпчі
Уме́р Іпчі́ (крим. Ümer İpçi; 1897, Бахчисарай — 11 січня 1955, Томськ) — кримськотатарський поет, письменник, драматург, режисер, актор.

## Життєпис
Умер Іпчі народився в 1897 році у Бахчисараї, в родині лимаря. Початкову освіту здобув у місцевій новометодній школі. В 1914 році продовжив свою освіту в медресе «Галія» в Уфі. У 1917 році Умер повернувся в Крим і кілька років працював учителем.
У другій половині 20-х років XX століття працював актором, режисером, а потім і директором Кримськотатарського академічного театру. Водночас був співробітником газети «Янъы Дюнья» («Новий світ»).
У 1937 році Умер Іпчі обвинувачений у «націоналізмі» й ув'язнений до в'язниці строгого режиму терміном на 12 років. У 1949 році, незважаючи на закінчення строку ув'язнення, він не був звільнений, а відправлений у психіатричну лікарню міста Томська, де і помер 11 січня 1955 року.

## Творчість
Свій перший вірш «Медресе» Іпчі написав у 1915 році. У п'єсах «Фаіше» («Розпусниця») (1923), «Алім» (1925), «Ненкенджан ханум» (1926) драматург висвітлював історичні події з життя кримськотатарського народу. Були повідомлення, що він написав кілька романів, але в роки репресій рукописи безвісти зникли.
Відомі ще кілька творів:
- «Куреш» (Боротьба): Збір. оповідань — Акъмесджит: Кърымдевнешр, 1927. — 88 с.
- «Азад халкъ» (Вільний народ): П'єса в 3-х ч. — Акъмесджит. — Кърымдевнешр, 1927. — 55 с.
- «Айыныкълар» (Тверезі): П'єса в 4-х ч. — Акъмесджит: Кърымдевнешр, 1930. — 48 с.
- «Душман» (Ворог): П'єса у 8-ми ч. — Акъмесджит. — Кърымдевнешр, 1935. — 80 с.
- «Икяелер»: Оповідання. — Ташкент.: Эдебият ве санъат нешрияты, 1972. — 206с.